# Ostertagia leptospicularis
Ostertagia leptospicularis är en rundmaskart som beskrevs av Asadov 1953. Ostertagia leptospicularis ingår i släktet Ostertagia och familjen Trichostrongylidae. Arten är reproducerande i Sverige. Inga underarter finns listade i Catalogue of Life.